# 大谷重政
大谷 重政（おおたに しげまさ）は、安土桃山時代から江戸時代前期にかけての武士。越前福井藩主松平忠昌家臣。
大谷吉継の孫と称した（重政の父である大谷泰重が、大谷吉継の三男とされる）。
『華頂要略』では鳥居小路経孝の子で青蓮院門跡防官大谷泰珍の養孫とされる。大谷吉継を泰珍の子とする説では、吉継の兄 大谷泰増の子とされる。子に大谷重照。

## 生涯
福井藩『諸士先祖之記』によると、寛永3年（1626年）に松平忠昌に仕官して1800石を知行し、家老を輩出する高知家の大谷丹下家の祖となった、大谷助六 重政の系譜は下記の通りである。
大谷治部大輔 泰珍
→大谷刑部少輔 吉継
→大谷治部卿 泰重
→大谷助六 重政
重政の生まれは山城国。幼名を助六郎。別名を宇佐美修理。
『華頂要略』では鳥居小路経孝の孫とされる。大谷吉継を泰珍の子とする説では吉継の伯父大谷泰増の子とされる。
貞享元年(1684年)6月3日死去。

## 子孫
子の助六重照は越前で生まれ、天和3年(1683年)福井藩代6代藩主松平綱昌の代に福井藩に仕えた。藩主松平綱昌は藩政にうまく対応できず、次第に発狂し家臣を殺すようになったという。また、江戸城登城も怠り、これらの問題行動から福井藩は改易・廃藩になるところだった。この件により松平綱昌は蟄居となり、前藩主松平昌親が所領を削減された上で再度藩主となった。藩主松平昌親は財政再建のため家臣のリストラ、藩士の俸禄を半減した。この影響により、貞享3年(1686年)半知召し上げとなるが、正徳3年(1713年)4月28日にお役御免となりこのとき家老高知家に列せられ、合わせて百石を加増され千石となっている。高知家の席次は岡部左膳の次席とされた。
子孫は最終的に千四百石にまで加増され、子孫に明和の越前一揆で一揆勢の説得にあたった大谷助六（実名不詳）、幕末期の大谷助六（同左）、大谷半平（大館兵馬）がいる。大谷助六は高知家として大名広路の東側、松平主馬家の対面に屋敷を賜っていた。のち大谷助六の屋敷は藩の民政局として使用された。大谷半平も福井城三の丸に屋敷を与えられていたが、藩校明道館建設のため屋敷を移されている。

『福井藩士履歴』による大谷家の概要は以下となる。
大谷助六（重政）: 千八百石。
大谷助六（重照）: 千石。天和3年(1683年)12月5日 父助六（重政）の家督千八百石を相続するが、貞享3年(1681年)半知召し上げにより九百石。正徳3年(1713年)4月28日 御役御免 加増百石。
大谷助六 : 千二百石。享保15年(1730年)3月5日 父助六の家督相続。高知席岡部左膳次。元文5年(1740年)家老職となり二百石加増。延享3年(1746年)正月6日死去。
大谷助六（俊之丞）: 千二百石。延享3年(1746年)2月25日 父助六の家督を相続。高知席有賀極人次。安永3年(1774年)6月14日 病気につき御役御免。
大谷求馬 : 千二百石。安永7年(1778年)7月24日 養父助六病身につき隠居、家督相続し高知席本多修理次。天命7年(1787年)病死。
大谷丹下 : 千四百石。天命7年(1787年)5月8日 養父求馬の家督を相続。高知席本多修理次。寛政10年(1798年)11月14日 御家老職となる。文化7年(1810年) 8月9日 二百石加増。文政4年(1821年)12月 病死。
大谷助六（鋼次郎）: 千四百石。文政5年(1822年)正月6日 養父丹下の跡目相続。嘉永5年(1852年) 隠居。
大谷丹下（英之進）: 千四百石。嘉永5年(1852年)10月9日 親助六隠居につき家督相続。元治元年(1864年)の紀伊藩、福井藩による長州征伐に伴い4月11日京都に出立。10月15日長州征伐出立。元治2年(1865年)正月帰着。慶応元年(1865年)6月24日 農兵一隊に所属。慶応2年(1866年)5月14日 軍事奉行。慶応4年(1868年)4月29日 軍事方。明治2年(1869年)11月25日 改革により給禄米369俵。明治3年(1870年) 5月24日 第一大隊四番小隊。士族。

## 関連人物
- 松平忠昌

1. ↑  “諸士先祖之記（諸士先祖之記録 1）：大谷”. デジタルアーカイブ福井.  福井県文書館. p. 29/111. 2025年8月17日閲覧。